# Eduardo García López
Eduardo García López (1918-1981) va ser un polític espanyol, dirigent del Partit Comunista d'Espanya (PCE). Durant la Guerra civil va estar al comandament de diverses brigades mixtes i intervindria en diverses operacions militars. Després de la contesa va marxar a l'exili i es va instal·lar a la Unió Soviètica al costat d'altres comunistes espanyols, formant part de la direcció del PCE.

## Orígens
Va néixer a Madrid en 1918. S'afilia a les Joventuts Comunistes des de 1932, amb posterioritat s'afiliaria al Partit Comunista d'Espanya. Va participar activament en la Vaga general revolucionària d'octubre de 1934. Detingut i jutjat per un consell de guerra sumaríssim, se li va imposar una condemna de 12 anys de presó (tenia 16 anys). Va passar 16 mesos a la presó central de Burgos. Va ser amnistiat pel Govern de Manuel Azaña després del triomf del Front Popular en les eleccions de febrer de 1936.
Aquest mateix any passaria a formar part de les acabades de crear Joventuts Socialistes Unificades (JSU).

## Guerra Civil espanyola
Al començament de la guerra civil es va unir a les milícies republicanes. Participaria en la defensa de la ciutat al capdavant del batalló «Frente de la Juventud», format per milicians procedents de les Joventuts Socialistes Unificades. Va prendre part en la defensa de la Casa de Campo i la Ciutat Universitària. Posteriorment seria nomenat cap de la 59a Brigada Mixta, el que el converteix en el comandant de brigada més jove de l'exèrcit republicà. Ferit en combat en dues ocasions, coixejava lleugerament. Al comandament d'aquesta unitat intervindria en diferents operacions militars, com la Batalla de l'Ebre. L'agost de 1938 va rebre el comandament de la 100a Brigada Mixta, en el front de l'Ebre.

## Exili
Després del final de la contesa va marxar a exili, instal·lant-se a la Unió Soviètica, on treballaria com a educador infantil a Tiflis i Moscou.
En 1945 es va instal·lar a França per a treballar en el secretariat del PCE, sota les directrius de Santiago Carrillo. En 1954 va ser escollit membre del Comitè Central i en 1960 de nou va passar al Secretariat, i fou designat secretari d'organització. Al contrari que la direcció del PCE, Eduardo García va mantenir una postura favorable a la invasió soviètica de Txecoslovàquia en 1968. Crític amb la posició oficial del partit, a l'octubre de 1969 arribaria fins i tot a escriure una carta-circular als espanyols comunistes que residien a l'URSS; com a conseqüència, seria expulsat del partit. Amb posterioritat participaria en la fundació del Partit Comunista d'Espanya (VIII-IX Congressos) i del Partit Comunista d'Espanya Unificat (PCEU), formacions que van tenir una escassa influència política.
Va morir en 1981, després d'haver tornat a Espanya.